# ريجينا (داينو كرايسس)
ريجينا (بالإنجليزية:Regina) شخصية خيالية من تصميم شينجي ميكامي وهي بطلة سلسلة ألعاب دينو كريسس وهي ضابطة في القوات البرية الأمريكية كان أول ظهور لها عام 1999.